# 변형계

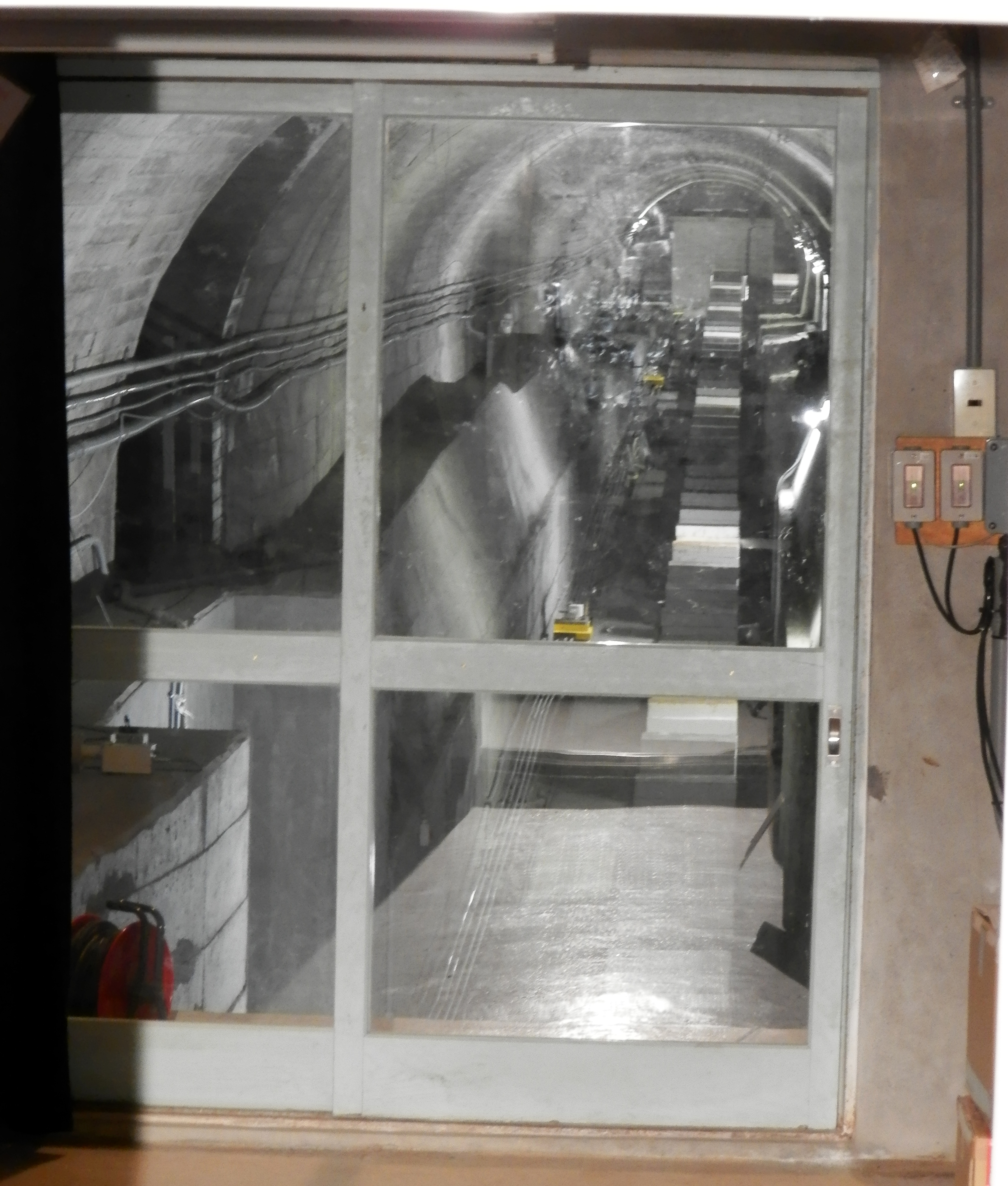
수평변형계의 모습.

변형계(歪計), 왜곡측정계 혹은 스트레인미터(Strainmeter)는 지각 변동 관측으로 암반의 변형을 정밀하게 측정하는 기계이다. 주로 지진이나 화산 분화의 예지의 관측에 사용된다. 성능이 좋은 기계는 지구조석등도 측정 할 수 있다.  
일본 기상청이 난카이 해곡 지진 관측에 사용하는 변형계는 지하 암석의 압축/신장을 관측할 수 있는 지각 변동 관측 장비로, 시추공이라 부르는 직경 15 cm 정도의 수직 구멍을 수백 m 깊이로 뚫은 바닥면에 원통형 감지부를 매설해 설치한다. 판 경계의 슬로우 슬립 등으로 발생하는 극히 미세한 암석의 변형을 포착하기 위해 변형계는 암석의 변형을 10억분의 1 정도의 상대적 변화까지 측정할 수 있는 정확도를 가지고 있다.

## 같이 보기
- 지진계